# Бабаджан, Вениамин Симович
Вениами́н Си́мович Бабаджа́н (10 [22] сентября 1894, Одесса, Херсонская губерния — 27 ноября 1920, Феодосия) — русский поэт, художник и искусствовед.

## Биография
Родился в 1894 году в Одессе в караимской семье. Отец — Сима Шаулович Бабаждан, потомственный почётный гражданин, купец 2-й гильдии и домовладелец; мать — Султан Иосифовна Хороз, уроженка Феодосии. Окончил Одесскую 4-ю гимназию (1912). Учился на юридическом факультете Новороссийского университета. С лета 1914 года до весны 1918 года служил прапорщиком в действующей армии. В 1918 году возобновил занятия в университете. С конца 1919 года — в рядах в Добровольческой армии Вооруженных сил Юга России. Командовал 7-й отдельной телеграфной ротой Войск Новороссийской области.
После взятия Феодосии Бабаджан подобно многим другим белогвардейским офицерам был арестован. 27 ноября 1920 года по постановлению тройки особого отдела 13-й армии приговорён к расстрелу.
Бабаджан — автор трех сборников стихов и ряда поэтических публикации. Также автор работ о Сезанне и Врубеле. Входил в круг поэтов издательства «Омфалос». Играл важную роль в культурной жизни Одессы и Феодосии. Общался с В. Катаевым, Ю. Олешей, О. Мандельштамом, М. Волошиным, Э. Багрицким. Как художник входил в «Общество независимых художников» в Одессе.

## Сочинения
- Бутковский Клементий. Кавалерийские победы. Стихи. — Одесса: Омфалос, 1917.
- «Всадник». — Одесса: Омфалос, 1917.
- «Врубель. Печальный гений». — Одесса: Омфалос, 1918.
- «Зоя» Архивная копия от 14 марта 2018 на Wayback Machine. — Одесса: Омфалос,1919.
- Бабаджан В. Сезанн. Творчество, жизнь, письма. — Петроград; Одесса: Омфалос, 1919.
- Вениамин Бабаджан. Из творческого наследия. В 2-х томах. / Сост. С. З. Лущик, А. Л. Яворская; ст. и коммент. С. З. Лущик; отв. ред. О. М. Барковская. — Одесса: Optimum, 2004. — 582 с.

## Участие в выставках
- 2-я весенняя выставка картин «объединенных», 1913, Одесса
- Выставка Общества независимых художников, 1917, 1918, Одесса
- Выставка Одесского общества изящных искусств, 1918, Одесса
- 1-я народная выставка, 1919, Одесса